# Creuer Luigi di Savoia Duca degli Abruzzi
El creuer lleuger Luigi di Savoia Duca degli Abruzzi era una unitat de la Regia Marina i de la Marina italiana que formava part de la Duca degli Abruzzi, l'última evolució de la classe Condottieri. La nau va rebre el nom de l'explorador Lluís Amadeu de Savoia-Aosta, duc dels Abruzzos que va morir el 1933 i el mateix any es va iniciar la construcció a les drassanes OTO de La Spezia. Avarat el 21 d'abril de 1936, es va acabar el 1937. El primer comandant del vaixell va ser el capità del vaixell Salvatore Toscano i el segon al comandament el capità de fragata Paolo Aloisi (designat des del 15 de setembre de 1936).

## Característiques
Les unitats navals de la classe "Abruzzi" tenien un equilibri perfecte entre protecció, velocitat, navegabilitat i armament. S'havia tingut especial cura en l'estudi del blindatge. La protecció vertical constava de tres mampares, la primera de 30 mm d'acer al nicrom, la segona de100 mm d'acer endurit que recolzava sobre un coixí de fusta amb funció d'absorció de cops i una tercera mampara de 12 mm amb funció de protecció contra estelles. La protecció horitzontal consistia en una mampara de 40 mm de gruix a la coberta de la bateria i un gruix que variava entre 20 i 90 mm a la coberta principal, mentre que plaques de blindatge corbes amb un gruix de 100 mm protegien els pous de les torres principals. La superestructura disposava de dos embuts molt espaiats i dues catapultes, una a cada costat, que permetien embarcar fins a quatre hidroavions de reconeixement marítim IMAM Ro.43, biplans de dues places amb flotador central capaços d'arribar a 300 km/h i amb uns 1000 km. d'autonomia, que disposaven d'ales que es podien plegar cap enrere per tal de permetre emmagatzemar-les als vaixells.

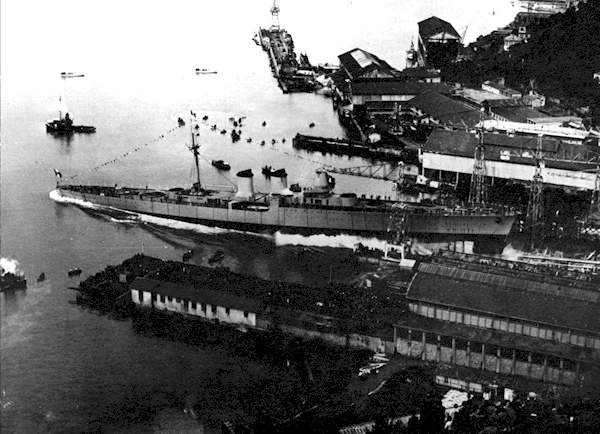
L'avarament de la nau

La propulsió era per vapor amb 2 turbines de vapor tipus Belluzzo/Parsons alimentades amb vapor de 8 calderes de tub d'aigua tipus Yarrow/Regia Marina, alimentades amb petroli i proporcionaven una potència màxima de 100.000 CV que permetien que el vaixell assoleixi una velocitat màxima de 35 nusos, amb una autonomia que a una velocitat mitjana de 13 nusos era de 4.125 milles, mentre que a una velocitat de 31 nusos era de 1.900 milles.
L'armament principal estava format per canons 152/55 Ansaldo Mod. 1934 de simple bressol i canons de càrrega semiautomàtica instal·lats en quatre torretes, una de triple i una de bessona a la superestructura de proa i una torreta triple i una doble a popa de la segon embut, per a un total de deu canons.
L'armament antiaeri principal consistia en 8 canons OTO 100/47 mm en quatre complexos d'escut, també útils en tasques antinau, però que amb l'augment de la velocitat dels avions i amb les noves formes d'atac de busseig van demostrar que ser insuficient per a la defensa aèria i va revelar una certa utilitat només en el foc de barrera. Després de la guerra, es van afegir dos canons de 100 mm més el 1947 .
L'armament antiaeri secundari estava format per 12 metralladores Breda Mod. 31 de 13,2 mm i 8 metralladores pesades Breda 37/54mm muntades en 4 sistemes bessons que van demostrar ser especialment útils contra els torpediners i en general contra objectius de vol baix.
Durant la guerra les metralladores de 13,2 mm van ser substituïdes per les metralladores Breda 20/65 Mod. 1935, que van resultar ser unes armes excel·lents, de fàcil ús i manteniment, que disposaven d'una gran varietat de municions (traçadors, traçadors-explosius). ultrasensibles, disruptives) i que pràcticament es feien servir a tots els vaixells de la Regia Marina.
L'armament de torpedes constava de 6 tubs de torpedes en 2 conjunts triples, que van ser retirats l'any 1945 i situats a la coberta aproximadament a mig camí entre els dos embuts. L'armament antisubmarí es va completar amb 2 llançabombes de profunditat.

## Activitat bèl·lica
L'abril de 1939 la unitat va participar en la seva primera operació de guerra, l'ocupació d'Albània. En aquesta ocasió, la Regia Marina va desplegar un esquadró naval davant de la costa albanesa sota el comandament de l'almirall Arturo Riccardi, format pels creuers lleugers Garibaldi i Bande Nere, els dos Cavours, els quatre creuers pesants Zara, destructors, 14 torpediners i diversos vaixells a motor en els quals s'embarcaven un total d'uns 11.300 homes, 130 tancs i materials de diversa mena. Malgrat l'impressionant desplegament de forces, l'acció dels vaixells italians, contra els tímids intents de reacció dels albanesos, es va limitar només a unes quantes salves disparades a Durazzo i Santi Quaranta. Les forces italianes van trobar molt poca resistència i en poc temps tot el territori albanès va quedar sota control italià, amb el rei Zog obligat a exiliar-se.

### Segona Guerra Mundial
El Duca degli Abruzzi va trobar un ampli ús durant la Segona Guerra Mundial, classificat a la VIII Divisió de Creuers com a part del 1r Esquadró de Batalla amb base a Tàrent com a vaixell insígnia de l'almirall Legnani. En les primeres etapes del conflicte, el 9 de juliol de 1940 va participar en la batalla de Punta Stilo, després entre el 29 d'agost i el 5 de setembre va participar en una contraacció a l'operació anglesa Barrets, amb la majoria de les unitats de la I Esquadra juntament amb altres unitats amb sortida de Messina i Bríndisi. L'acció va veure l'ocupació dels dos nous cuirassats de la classe Littorio per primera vegada: el Vittorio Veneto i el Littorio. L'Esquadró Naval Italià va poder comptar en l'ocasió amb 4 cuirassats, 10 creuers i 31 destructors, però tampoc es va localitzar l'enemic a causa d'una violenta tempesta que va obligar a retornar els vaixells italians ja que els destructors no van poder resistir el mar.
El març de 1941 va participar en la batalla del cap Matapan, que va acabar desastrosament per a les forces italianes, amb la pèrdua de tres creuers pesats de la classe Zara (el Fiume, el Pola i el Zara) i dos destructors de la classe Poeti (el Vittorio Alfieri i el destructor Giosuè Carducci).
El Duca degli Abruzzi va participar en la missió juntament amb el seu vaixell germà Garibaldi escortat per dos destructors de la classe Navigatori del XVI Esquadró, el da Recco i el Pessagno. Inicialment destinats a l'atac al nord de Creta juntament amb la 1a Divisió de Creuers, després van ser reassignats a l'acció principal a les aigües de Gaudo, on van arribar massa tard per participar en la batalla. Després del torpedineig del Vèneto es van separar al nord del grup principal per interceptar un possible atac d'unitats de torpedes des d'aquesta direcció i van dur a terme aquesta tasca fins a la llum del dia, quan els vaixells italians van reprendre la formació compacta que ofereix una millor protecció contra els atacs aeris.
A finals de setembre del mateix any el Duca degli Abruzzi va participar en una contraacció a l'operació Alabarda amb la qual els britànics intentaven fer arribar a Malta un comboi de nou vaixells mercants escortats per un portaavions, tres cuirassats de la Força H procedents de Gibraltar, cinc creuers i divuit destructors. No obstant això, l'esquadró italià no va poder establir contacte i tot i que un dels cuirassats havia estat colpejat per un torpede llançat per un torpediner italià al sud de Sardenya, obligant la Força H a tornar a Gibraltar i un dels vaixells mercants va ser enfonsat després de ser colpejat per un torpede, el comboi va arribar al seu destí.
El 21 de novembre següent, durant una missió d'escorta d'un comboi dirigit a Líbia, el Duca degli Abruzzi va ser colpejat per un torpede, patint danys menors després d'un atac nocturn d'un torpediner anglès, amb el comboi escortat retornat a Tàrent.
Posteriorment, després de la conquesta alemanya de Grècia i Creta, es va desplegar amb el seu germà bessó Garibaldi i amb el Duca d'Aosta a Navarino a Grècia per protegir el tràfic mercantil a la Mediterrània oriental dels possibles atacs de les unitats de superfície britàniques que podien utilitzar. el port de Haifa. Tornant a Itàlia a finals de 1942 va ser sotmès a Gènova a grans obres de manteniment, durant les quals també es va embarcar un radar DE.TE. (Decimeter-telegraphengerät) Fu.Mo. 21/39 (Funkmesser-modell21) de fabricació alemanya i en tornar al servei es va agregar a la força del cuirassat.
En l'armistici del 8 de setembre, el vaixell es trobava a Gènova, des d'on va sortir juntament amb el Garibaldi i el Duca d'Aosta i el torpediner Libra per unir-se al grup naval procedent de La Spezia dirigit per l'almirall Bergamini, per després rendir-se als Aliats a Malta juntament amb les altres unitats navals italianes procedents de Tàrent. El grup, després de reunir-se amb les unitats procedents de La Spezia, per obtenir homogeneïtat en les característiques dels creuers, el Duca d'Aosta va passar de la VIII a la VII Divisió, formada per l'Attilio Regolo, Montecuccoli i Eugenio di Savoia, vaixell insígnia de l'almirall Oliva, en substitució d'Attilio Regolo que va passar a formar part de la VIII Divisió. Durant el trasllat el cuirassat Roma, vaixell insígnia de l'almirall Carlo Bergamini, es va enfonsar tràgicament la tarda del 9 de setembre davant de la costa d'Asinara colpejat per una bomba Fritz X llançada per un Dornier Do 217 de la Luftwaffe alemanya. Per prendre el comandament de la flota dirigida a Malta, després de l'enfonsament del Roma, va ser l'almirall Oliva, que va complir una de les clàusules d'armistici, la d'aixecar el penó negre del dol als pals de la bandera i els discos negres dibuixats a les cobertes, mentre que l'almirall Bergamini, advertit telefònicament per de Courten que de l'armistici ara imminent i de les clàusules relatives a la flota, s'havia enfurismat per acceptar formalment les ordres amb reticència, havia abandonat els amarradors, tanmateix, aixecant la gran bandera i, per tant, no complir aquesta clàusula.
Durant la cobel·ligerància el Duca degli Abruzzi va ser desplegat a l'Atlàntic participant en accions de patrulla.

### Postguerra
Juntament amb el seu vaixell germà Garibaldi, el Cadorna i el Montecuccoli, altres creuers de la classe Condottieri, va constituir la dotació dels creuers concedits a la Marina pel tractat de pau.
El Duca degli Abruzzi va ser anomenat el creuer dels exiliats, ja que transportava els reials d'Itàlia al seu exili ; a bord d'aquesta unitat, de fet, el rei Víctor Emanuel III va partir primer cap a l'exili d'Alexandria amb el títol de comte de Pollenzo després d'haver signat l'acte formal d'abdicació a Nàpols a favor del seu fill Umbert II i, posteriorment, de la reina Maria Josep a Portugal.

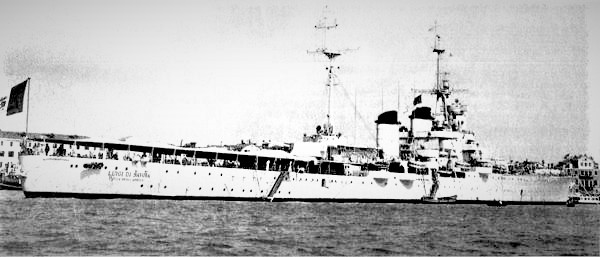
El Duca degli Abruzzi a principis dels anys cinquanta. S'aprecia el radar de descobriment aeri SK42

Després de la guerra, es va instal·lar un radar LWS tipus 293 a la part superior del pal principal, l'antena del qual es caracteritzava per una matriu de dipols creuats.
Entre 1951 i 1953, el Duca degli Abruzzi va sofrir obres de modernització radicals. Durant aquests treballs, es va reconstruir el bloc de la superestructura davantera, que va donar un nou aspecte al complex pont/torre i es va instal·lar un màstil trípode per al radar de descobriment aeri-naval parabòlic britànic SK 42, substituït posteriorment pel radar de descobriment més modern AN/SPS-6. Durant un cert període, es va portar un mesurador d'altitud de radar al pal principal per establir l'altitud de l'avió identificat. El mateix radar quotametre també es va instal·lar al San Giorgio.
També es va modificar l'armament secundari amb vint-i-quatre canons de 40/56 mm en quatre instal·lacions quàdruples i quatre instal·lacions bessones que juntament amb les dues instal·lacions bessones de 100/47 mm constituïen el nou armament antiaeri.
També es van eliminar dues calderes amb la consegüent reducció de la velocitat màxima a 28 nusos.

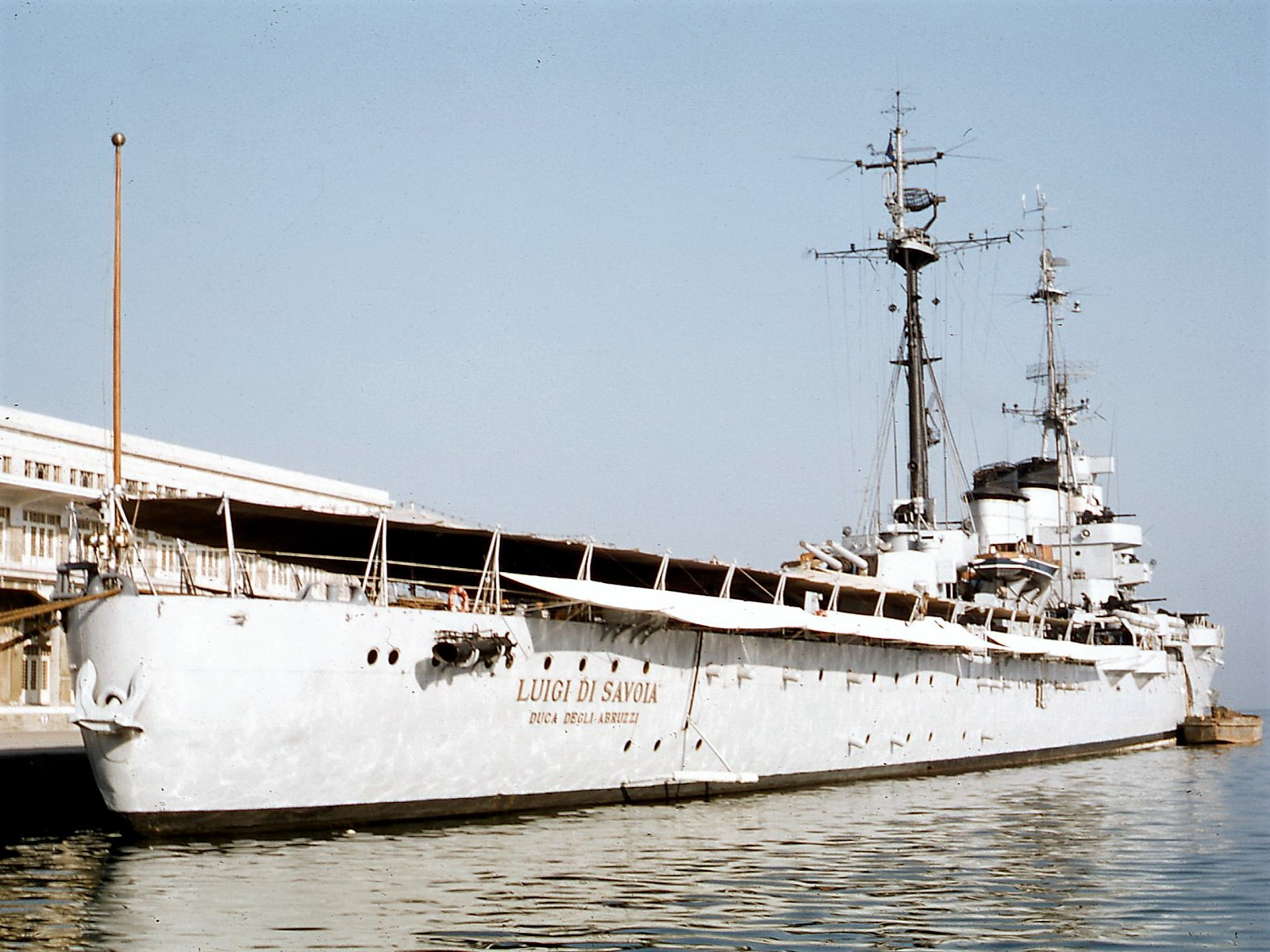
El Duca degli Abruzzi a Trieste el 1959

El 26 d'octubre de 1954 el vaixell va assistir al retorn de Trieste a Itàlia, juntament amb els destructors  Granatiere, Artigliere i Grecale, que va ser la primera unitat de l'Armada a entrar al port de Trieste, amb una multitud animada que pujava a bord de les unitats navals per mostrar la gran alegria a les tripulacions pel retorn a Itàlia.
Amb motiu de la desfilada del 4 de novembre de, celebrada en presència del president Einaudi, amb els vaixells presents al port amb la Gran Pavese hissada, el Montecuccoli, els torpediners Libra i Cassiopea van arribar al costat del Duca degli Abruzzi, que s'havia quedat. a Trieste, l'Artigliere, que va tornar a la ciutat després d'haver assistit ja al retorn a Itàlia el 26 d'octubre, i el Vespucci, amb els alumnes de l'Acadèmia Naval de Livorno a bord.
Des de la segona meitat de la dècada de 1950, el Duca degli Abruzzi ha estat durant molt de temps l'únic creuer a temps complet de la Marina. De fet, el Cadorna havia estat desarmat l'any 1951, el Montecuccoli es va utilitzar principalment com a vaixell escola i el Garibaldi va ser posat en reserva el 1953 per començar posteriorment, el 1957, per als treballs de transformació.
L'any 1956, amb la clausura de l'Andrea Doria, el Duca degli Abruzzi va assumir el paper de seu central de l'esquadra naval.
L'any 1961, la unitat va ser desarmada, donant el paper de vaixell insígnia de la flota al bessó Garibaldi, que tornà a l'equip després d'haver acabat els treballs de transformació.
La bandera de la unitat es conserva a Roma, al Santuari de les Banderes del Vittoriano.

## Comandants durant el període bèl·lic
- Capitano di vascello Pietro Parenti (17 d'octubre e 1938 - 14 de desembre de 1940)
- Capitano di vascello Onorato Brugnoli (15 de desembre de 1940 - 5 de gener de 1941)
- Capitano di vascello Vittorio Bacigalupi (6 de gener - 21 d'abril de 1941)
- Capitano di vascello Franco Zannoni (22 d'abril de 1941 - 27 de gener de 1942)
- Capitano di vascello Umberto Rouselle (28 de gener - 4 de maig de 1942)
- Capitano di vascello Giovanni Viansino (5 de maig - 15 de novembre de 1942)
- Capitano di vascello Alberto Battaglia (16 de novembre de 1942 - 21 de març de 1944)